# Stanley Kunitz
Stanley Jasspon Kunitz (Worcester, 29 de julho de 1905 — Nova Iorque, 14 de maio de 2006) foi um poeta e escritor norte-americano. Em 1974 e em 2020, foi nomeado poeta laureado dos Estados Unidos.